# Pfauentrogon

Verbreitungsgebiet des Pfauentrogons (grün)

Der Pfauentrogon (Pharomachrus pavoninus) zählt innerhalb der Familie der Trogone (Trogonidae) zur Gattung der
Pharomachrus.
Der Vogel kommt im Amazonasbecken in Kolumbien, Venezuela, Ecuador, Peru, Brasilien bis Bolivien vor.
Das Verbreitungsgebiet umfasst Terra-Firme-Wald bis 500 m Höhe.
Die Art ist der einzige Vertreter der Trogone im Tieflandregenwald östlich der Anden.
Der lateinische Artzusatz kommt von lateinisch pavo, pavonis ‚Pfau‘

## Merkmale
Der Vogel ist 33 bis 34 cm groß und wiegt etwa 158 g. Das Männchen hat einen rötlichen bis orange-roten Schnabel, zumindest an der Basis mit gelblicher Spitze, der Kopf ist goldgrün, die Oberseite und obere Brust sind metallisch smaragdgrün, die Unterbrust bis Unterschwanzdecke ist rot. Es hat verlängerte Flügeldecken und Oberschwanzdecken bis zur Schwanzspitze, die Schwanzunterseite ist schwarz. Das Männchen ähnelt dem Goldkopftrogon (Pharomachrus auriceps), unterscheidet sich aber hauptsächlich durch die Schnabelfärbung.
Das Weibchen ist weniger farbenprächtig, der Kopf ist gräulich, der Schnabel ist schwärzlich mit rot, die Brust bräunlich, die äußeren Schwanzfedern sind gekerbt mit grauweißer Bänderung.
Die Art ist monotypisch.

## Stimme
Der Ruf wird als ähnlich dem des Goldkopftrogons aber weniger klagend beschrieben.

## Lebensweise
Diese Art ist meist in mittlere Baumhöhe bis Wipfelnähe anzutreffen. Die Nahrung besteht wohl hauptsächlich aus Früchten.
Zur Brutzeit ist nichts Genaues bekannt.

## Gefährdungssituation
Der Bestand gilt als nicht gefährdet (Least Concern).